# マルコ・シルベストリ
マルコ・シルベストリ（Marco Silvestri, 1991年3月2日 - ）は、イタリア・カステルノーヴォ・ネ・モンティ出身のサッカー選手。USクレモネーゼ所属。ポジションはGK。

## 経歴

### クラブ
モデナFCのユース出身で、2009-10シーズンにはトップチームの第3GKも務めた。2010年にACキエーヴォ・ヴェローナへレンタルで加入し、2011年6月に移籍金30万ユーロでキエーヴォへ移籍した。
2014年7月8日、イングランド・EFLチャンピオンシップ（実質2部相当）所属のリーズ・ユナイテッドFCへ4年契約で移籍。加入1年目からポジションを掴み、2014-15シーズンのファン投票による年間最優秀選手にノミネートされた。2016-17シーズンは新加入のロバート・グリーンにポジションを奪われリーグ戦での出場機会を失ったものの、EFLカップでは大会ベストイレブンに選出される活躍を見せた。
2017年7月20日、セリエAへ昇格したエラス・ヴェローナFCへ移籍。契約期間は4年間。
2021年7月20日、ウディネーゼ・カルチョと3年契約を結んだ。
2025年8月13日、USクレモネーゼに加入した。

### 代表
2020年10月2日に29歳でイタリア代表の初招集を受けたが、この際に出場機会は訪れなかった。